# Glenea subadelpha
Glenea subadelpha là một loài bọ cánh cứng trong họ Cerambycidae.